# 松亭
松亭，籍贯铁岭，汉军正黄旗人，清朝政治人物。
松亭曾于1875年接替陶锡思任上海县知县一职，1876年由莫祥芝接任后，转任江苏通州知事。